# Парусный спорт на летних Олимпийских играх 1912
Соревнования по парусному спорту на летних Олимпийских играх 1912 года проходили у побережья в районе Нюнесхамна, в 60 км от Стокгольма.

## Общий медальный зачёт
| Место | Страна    | Золото | Серебро | Бронза | Всего |
| ----- | --------- | ------ | ------- | ------ | ----- |
| 1     | Норвегия  | 2      | 0       | 0      | 2     |
| 2     | Швеция    | 1      | 2       | 1      | 4     |
| 3     | Франция   | 1      | 0       | 0      | 1     |
| 4     | Финляндия | 0      | 1       | 2      | 3     |
| 5     | Дания     | 0      | 1       | 0      | 1     |
| 6     | Россия    | 0      | 0       | 1      | 1     |
| Всего |           | 4      | 4       | 4      | 12    |

## Классы яхт

Классы олимпийских яхт 1912 года
Слева-направо: 6 м, 8 м, 10 м, 12 м

## Медалисты
| Класс          | Золото | Серебро | Бронза |
| -------------- | --- | --- | --- |
| 6 м            | Франция · Амедэ Тюбэ · Гастон Тюбэ · Жак Тюбэ | Дания · Стеен Херсхенд · Ганс Мёйленгракт Мадсен · Свен Томсен | Швеция · Отто Ауст · Эрик Сандберг · Харальд Сандберг                                                                              |
| 8 м            | Норвегия · Томас Ос · Андреас Брекке · Торлейв Корнелиуссен · Торальф Глад · Кристиан Ебе                                                                                 | Швеция · Эмиль Хенриквес · Бенгт Хеиман · Альвар Тиель · Херберт Вестермарк · Нильс Вестермарк                                                                         | Финляндия · Артур Ангер · Эмиль Линд · Бертиль Талльберг · Гуннар Талльберг · Георг Вестлинг                                       |
| 10 м подробнее | Швеция · Филип Эрикссон · Карл Хельстрём · Пауль Исберг · Хумберт Линден · Херман Нюберг · Харри Росенсверд · Эрик Валлериус · Харальд Валлин                             | Финляндия · Вальдемар Бьёркстен · Якоб Бьёрнстрём · Брор Бреннер · Аллан Франк · Эрик Линд · Адольф Пеккалайнен · Гарри Валь                                           | Россия · Эспер Белосельский · Эрнест Браше · Николай Пушницкий · Александр Родионов · Филип Штраух · Иосиф Шомакер · Карл Линдхолм |
| 12 м           | Норвегия · Йохан Анкер · Нильс Бертельсен · Эйлерт Фальш-Лунд · Хальфдан Хансен · Арнфинн Хейе · Магнус Конов · Альфред Ларсен · Петтер Ларсен · Фриц Штайб · Карл Тёулов | Швеция · Пер Бергман · Дик Бергстрём · Курт Бергстрём · Хуго Класон · Фольке Йонсон · Сигурд Кандер · Нильс Ламбю · Эрик Линдквист · Нильс Перссон · Рикхард Сельстрём | Финляндия · Макс Альфтан · Эрик Хартвалль · Ярл Хулльден · Сигурд Юслен · Эрнст Крогиус · Эйно Санделин · Йохан Силен              |

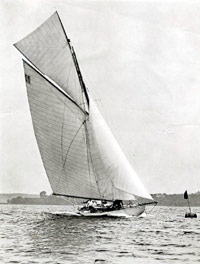
Яхта класса "10 метров" на ходу
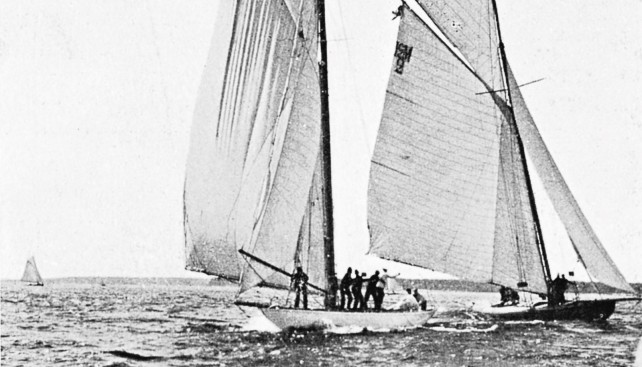
Российская яхта "Галлия II" (класс 10 М) в гонке (в левой части кадра)
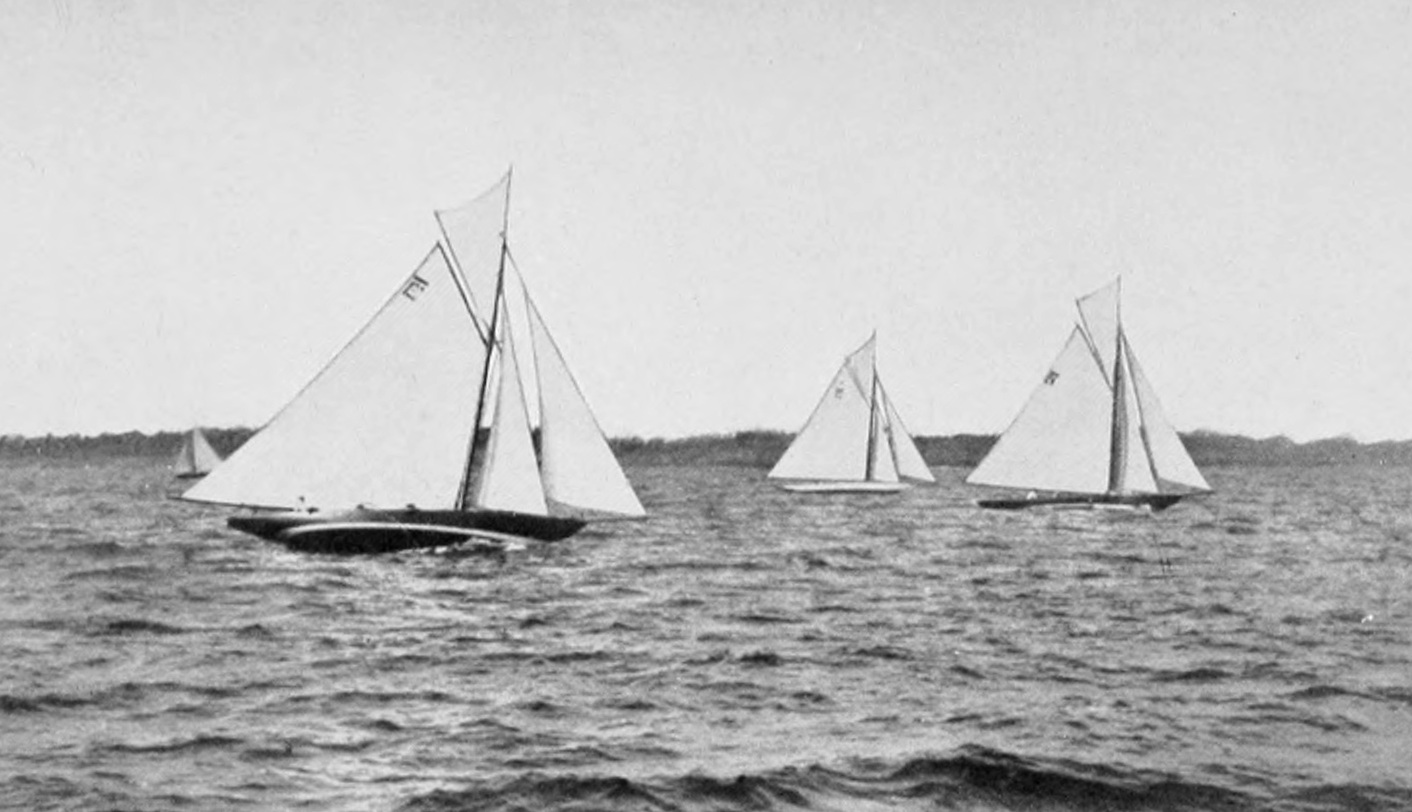
«Тайфун» (Норвегия), «Норман» (Россия) и «Орн» (Финляндия)

## Яхтсмены

Яхтсмены на Олимпийских играх 1912 года
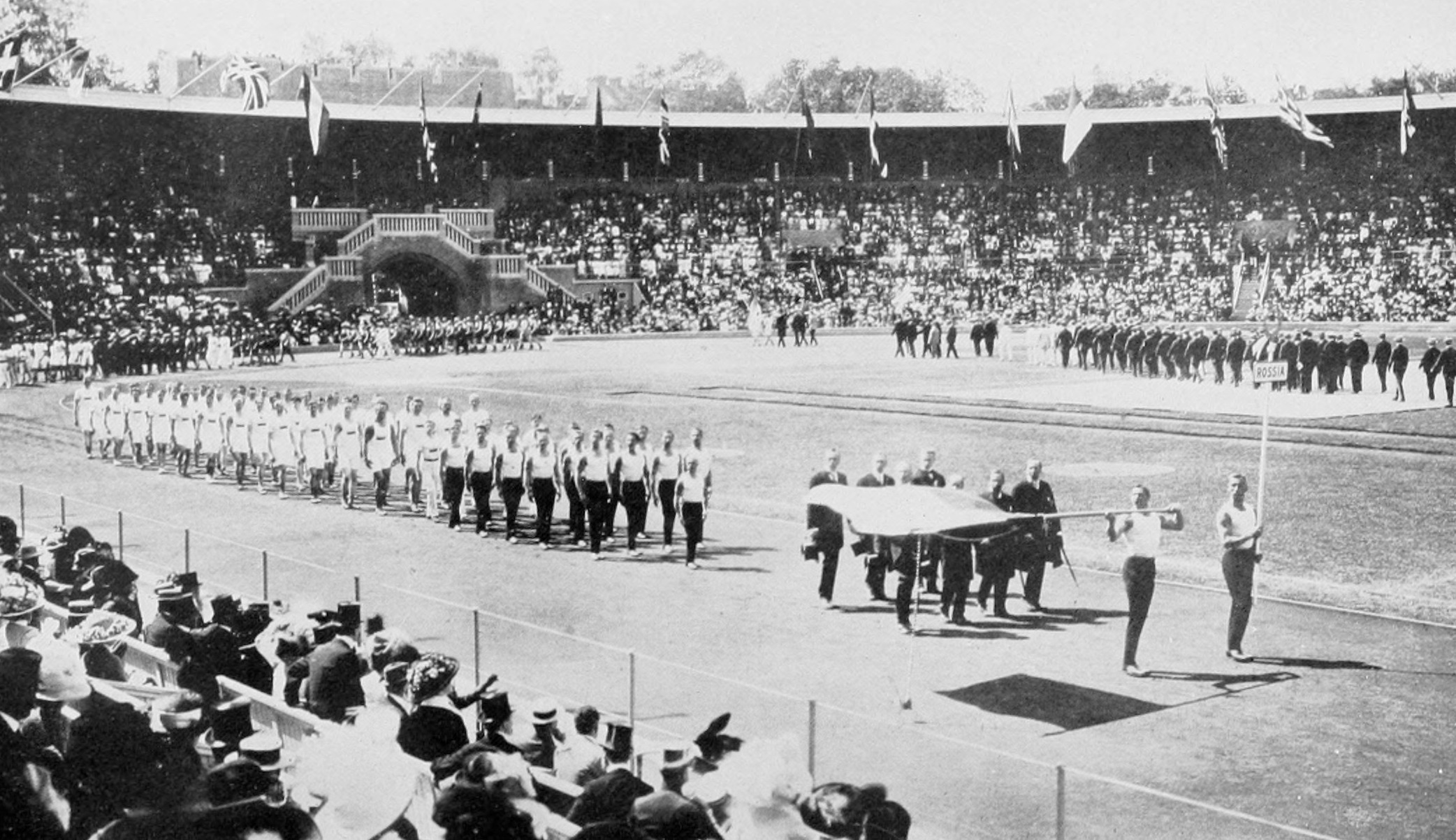
Команда России на церемонии открытия
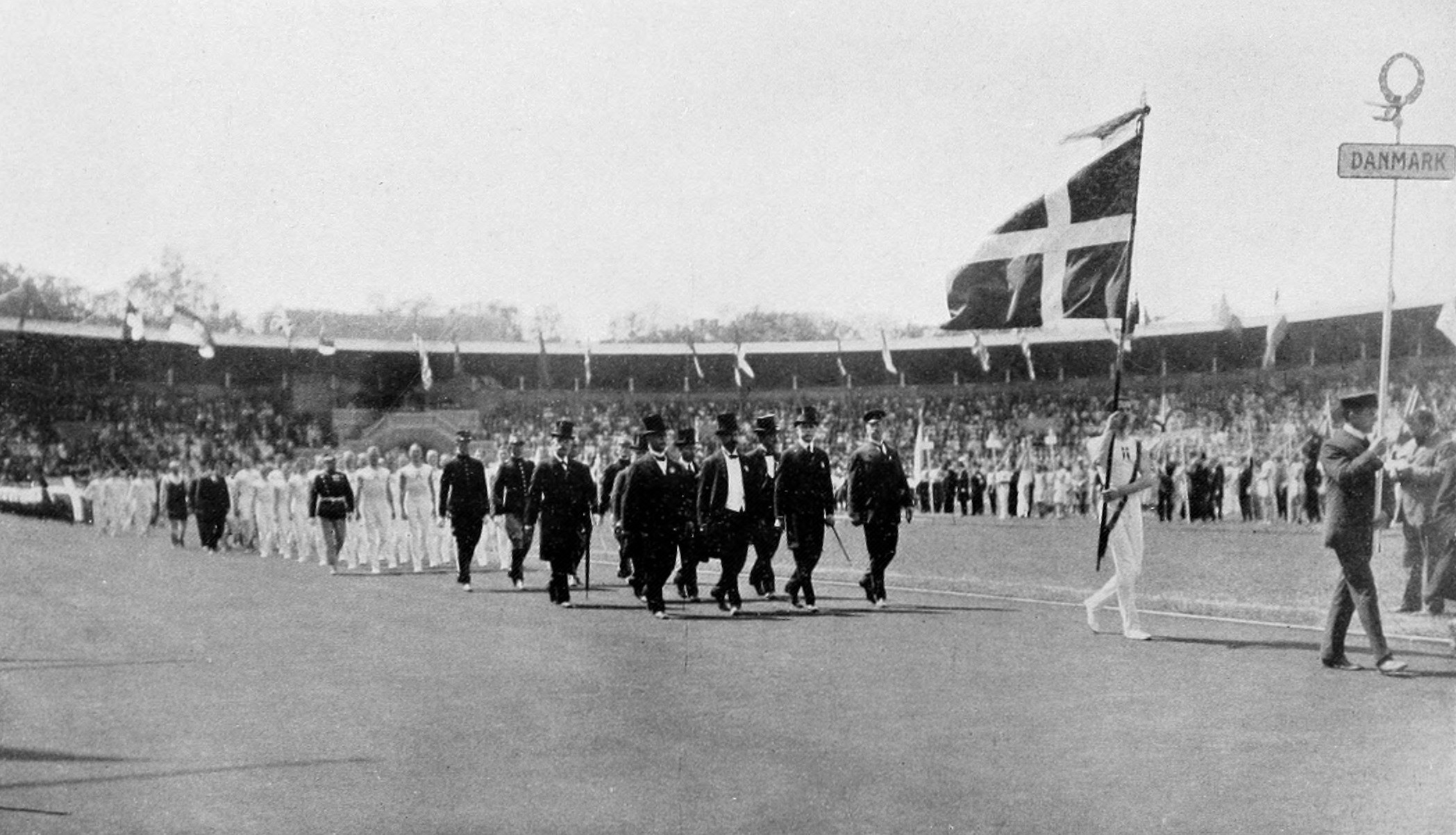
Команда Дании на церемонии открытия
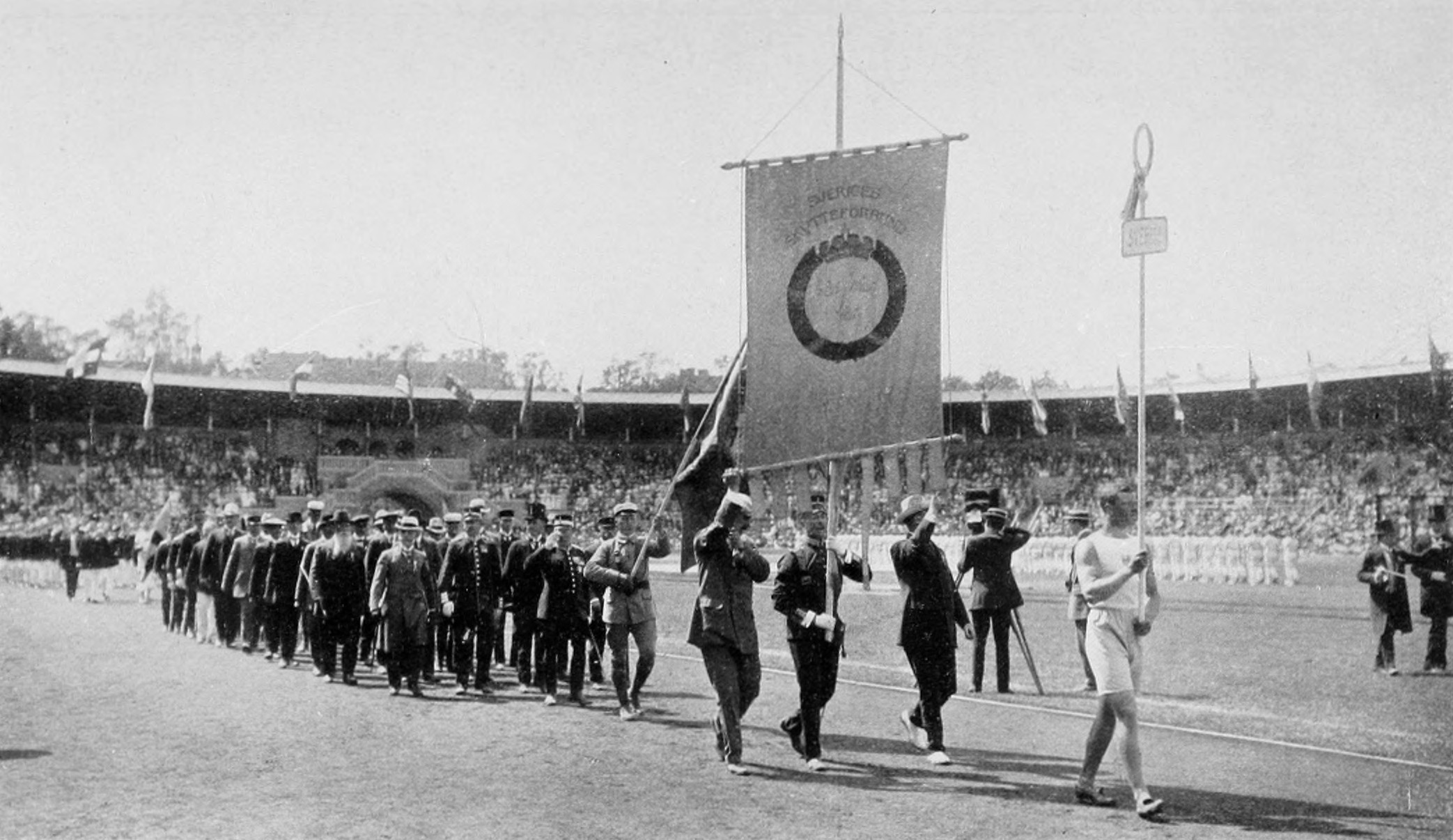
Команда Швеции на церемонии открытия
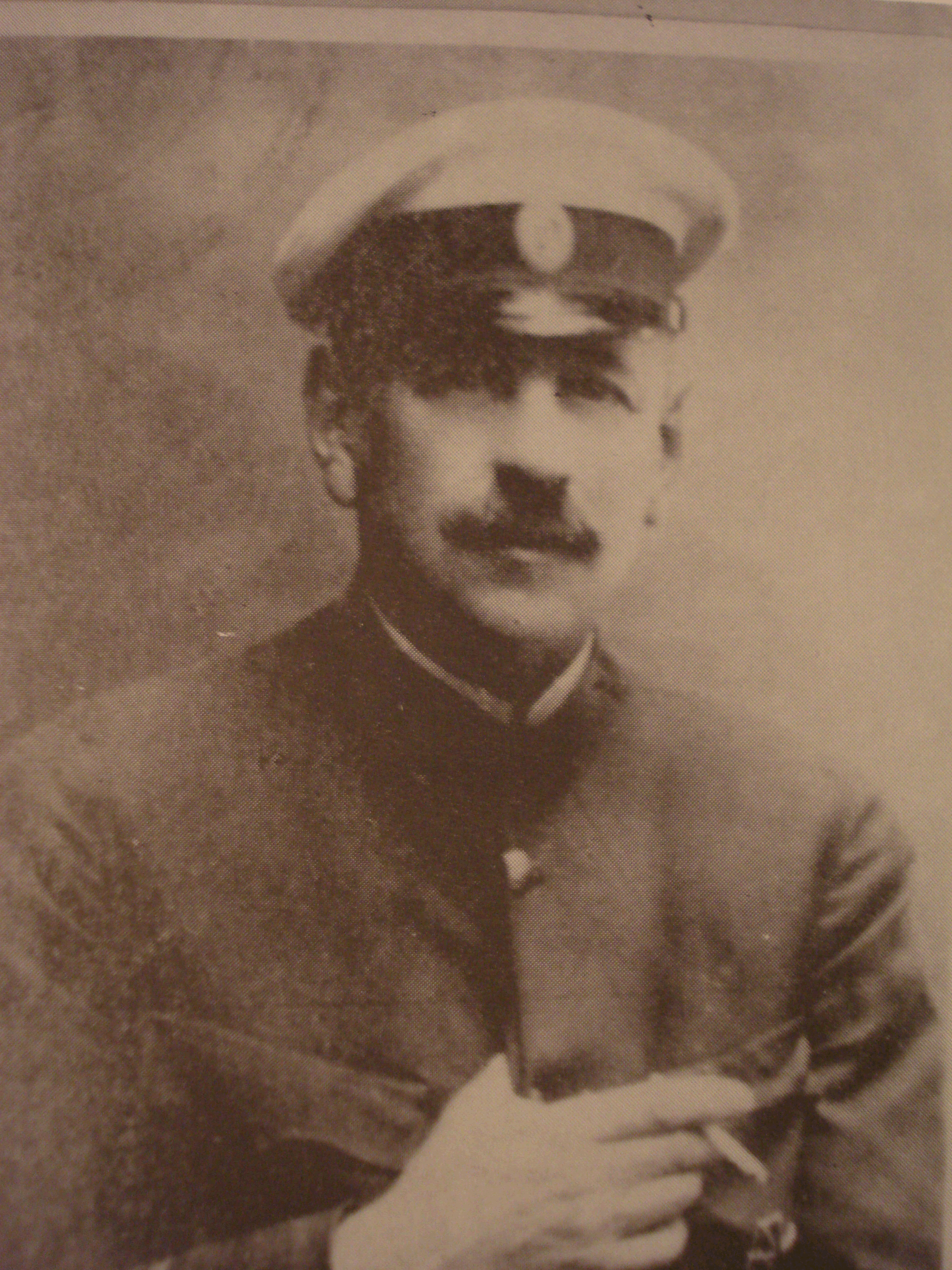
Класс 10 М: Эспер Белосельский-Белозерский Капитан российской яхты Галлия II
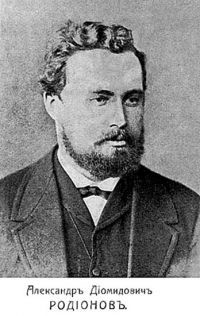
Класс 10 М: Александр Родионов Член экипажа российской яхты Галлия II
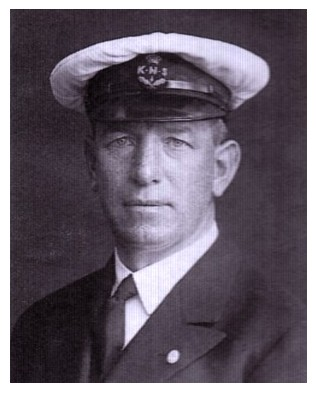
Класс 12 М: Halfdan Hansen
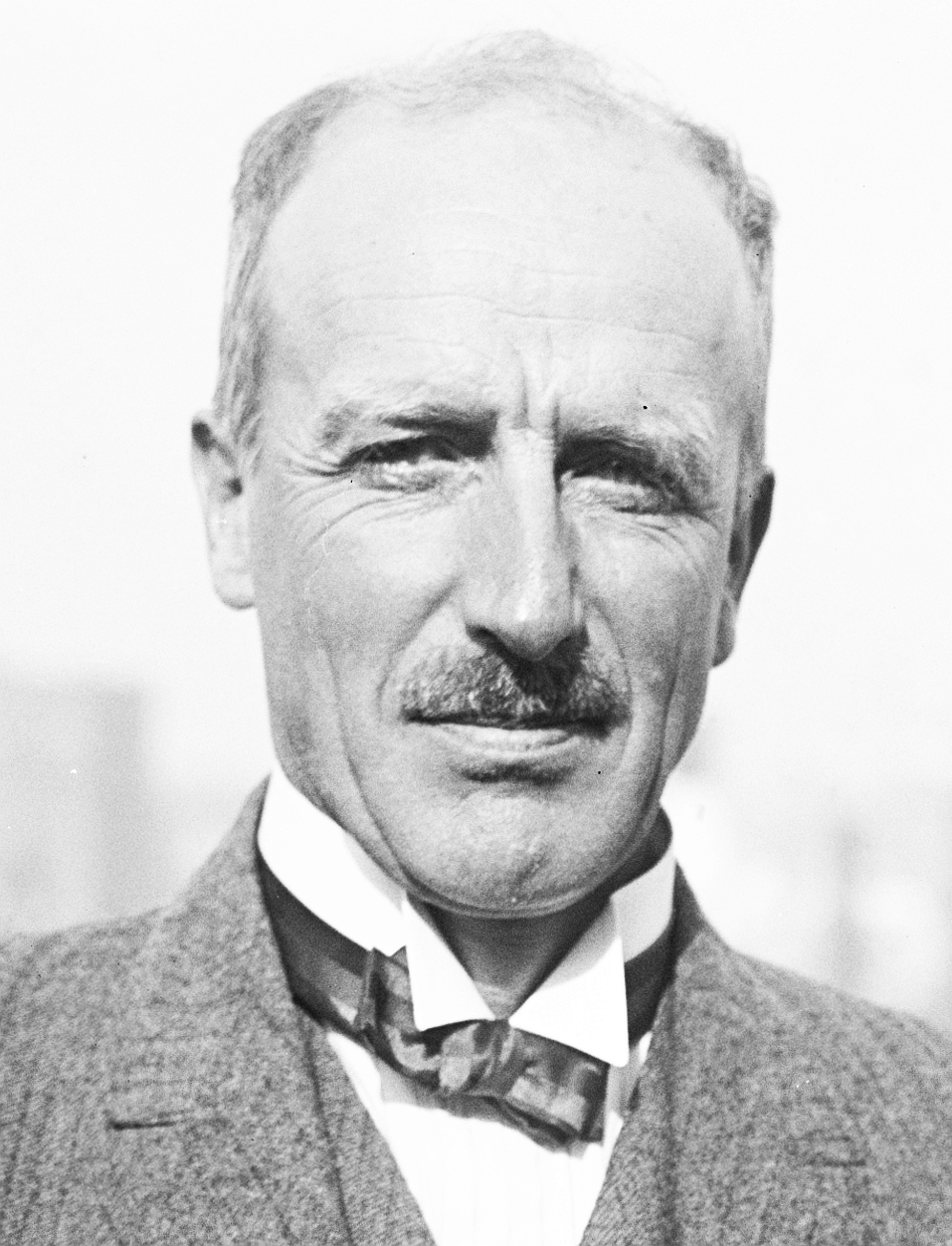
Класс 12 М: Анкер, Йохан, будущий конструктор олимпийского класса "Дракон"

## Факты
Будущий адмирал Юрий Пантелеев одиннадцатилетним юнгой, вместе с отцом участвовал в походе яхты «Руслан» к берегам Швеции и был свидетелем первого выступления российских яхтсменов в олимпийской регате
.